# Oreo
Орео — печиво, що складається з двох шоколадних дисків і солодкої кремової начинки між ними. У США випускається кондитерською компанією Nabisco. Печиво Oreo стало найпопулярнішим печивом у Сполучених Штатах з моменту початку його випуску в 1912 році.

## Історія

Печиво Oreo з відбитком торгового знака

### XX століття
«Печиво Oreo» (англ. «Oreo Biscuit») було вперше розроблено і вироблено в 1912 році компанією National Biscuit Company (нині відомої як Nabisco) на фабриці в Челсі, одному з районів Манхеттена. Цей комплекс зараз носить назву Челсі Маркет (англ. Chelsea Market) і знаходиться на Дев'ятій Авеню між 15-м і 16-ою Вулицями. Сьогодні ця частина Дев'ятої Авеню відома як «Oreo Way». Назва Oreo була зареєстрована як торгова марка 14 березня 1912 року. Ця марка була створена в наслідування марці печива Hydrox, яке з 1908 року виробляла компанія Sunshine.
Спочатку зовнішній вид печива включав наступні елементи: орнамент у вигляді вінка з краю і напис «OREO» в центрі. У США таке печиво продавалося по 25 центів за фунт в жерстяних коробках з прозорою скляною кришкою, що в той час було нововведенням.
У 1921 році «Печиво Oreo» перейменували в «Сендвіч Oreo» (англ. «Oreo Sandwich»). У 1924 році був розроблений новий дизайн печива. У 1920-х роках у США деякий час випускали печиво Oreo з лимонною начинкою, але воно було знято з виробництва. У 1948 році «Сендвіч Oreo» перейменували в «Oreo Крем Сендвіч» (англ. «Oreo Creme Sandwich»), а в 1974 році цю назву замінили на «Шоколадне печиво-сендвіч Oreo» (англ. «Oreo Chocolate Sandwich Cookie»).
Сучасний дизайн печива Oreo був розроблений у 1952 році Вільямом А. Тюрньєром, який додав в оформлення логотип компанії Nabisco.
Сучасну начинку печива Oreo розробив Сем Порселло, головний фахівець з харчових технологій в Nabisco. Порселло володів п'ятьма патентами, які мали прямий зв'язок з Oreo. Він також створив лінію печива Oreo, покритого темним і білим шоколадом. Порселло пішов на пенсію в 1993 році.
В середині 1990-х років компанія Nabisco замінила при приготуванні начинки топлений свинячий жир частково гідрогенізованою рослинною олією згідно санітарних вимог.

### XXI століття
З січня 2006 року трансжири в печиво Oreo були замінені на негідрогенізовані олії.
У 2008 році компанія Nabisco запустила маркетингову програму, рекламуючи печиво Oreo з допомогою гри «Double Stuf Racing League», скорочено — DSRL (чемпіонат з поїдання печива Oreo, в якому для перемоги потрібно зняти половинку подвійного печива, злизати крем-наповнювач і з'їсти з молоком обидві половинки швидше за суперника). Гра була представлена за тиждень до матчу Супер Боул XLII. Це змагання підтримали брати-футболісти Пейтон та Ілай Меннінг. Сестри Вінус і Серена Вільямс також приєдналися до гри й кинули виклик Меннінгам, їх змагання було показано в рекламному ролику 18 січня 2009 року. Пізніше була запущена рекламна кампанія печива «Золотисте подвійне печиво Oreo» (англ. «Golden Double Stuf Oreo»), цього разу братам Меннінгам кинули виклик мільярдер Дональд Трамп і «Двійник Трампа» (англ. «Double Trump»), якого зіграв актор-комік Даррел Хеммонд — це змагання пройшло 24 січня 2010 року. Меннінги виграли обидва двобої. Сюжет нової рекламної кампанії будувався навколо «Прихованої Загрози» (англ. «Hooded Menace»), що прагнула захопити Double Stuf Racing League, а Ілай Меннінг разом зі Стафі (талісманом DSRL) потребували допомоги — цей ролик вийшов в ефір 14 вересня 2010 року. Шість днів потому було оголошено, що Шакіл О'Ніл і Аполо Оно приєдналися до DSRL поряд з Ілаєм Меннінгом і Вінус Вільямс.
В квітні 2011 року Oreo оголосив про випуск особливої партії печива Oreo c блакитною начинкою в період рекламної кампанії анімаційного 3D-фільму «Ріо». Рекламна кампанія передбачала наявність стікерів всередині кожної пачки печива. Також були заявлені два конкурси:
1. зібравши повний альбом стікерів, покупці могли виграти три безкоштовних квитка на сеанс фільму і три середніх комбо-набори (порція попкорну, напій і сувенір до фільму) з кафе кінотеатру;
2. знайшовши виграшні стікери в упаковках, покупці могли виграти призи: поїздку в Ріо-де-Жанейро, рюкзаки, річні абонементи в кінотеатр і 3D-окуляри.

Рекламна кампанія проходила в Еквадорі, Перу та Колумбії і закінчилась 30 травня 2011 року.
У червні 2012 року бренд Oreo випустив рекламу на підтримку місяця гей-прайду із зображенням печива з різнокольоровою начинкою. Насправді, таке печиво не вироблялося і не надходило в продаж. Ця реклама викликала низку негативних відгуків, але компанія Kraft Foods підтримала її, заявивши: «Концерн Kraft Foods пишається тим, що протягом усієї своєї історії він відомий своїм шанобливим ставленням до різноманіття і до індивідуальних особливостей людей. Ми вважаємо, що реклама Oreo є цікавим відображенням наших цінностей». У 2012 році вийшла серія рекламних випусків на честь інших свят і подій: 
- печиво з червоною, білою та синьою начинкою на честь Дня взяття Бастилії;
- доріжка з крихт печива як зображення метеоритного дощу «Delta Aquariids»;
- нерівно надкушене печиво у період рекламної акції фільму «Тиждень акул [Архівовано 8 грудня 2021 у Wayback Machine.]».

## Етимологія
Походження назви Oreo невідомо. Багато людей вважає, що назву утворено від французького слова «золото» («Or»), бо спочатку печиво загорталось в золотисту упаковку, або від грецького слова «Oreo», що означає «красивий, милий чи добре зроблений». Деякі вважають, що печиво так було названо через те, що ця назва є короткою і просто вимовляється.

## Міжнародна дистрибуція
Печиво Oreo продається по всьому світу. У Великій Британії з травня 2008 року, слідом за постачанням печива до супермаркетів мережі Sainsbury’s, компанія Kraft вирішила повністю запустити продаж Oreo в Сполученому Королівстві, упакувавши печиво в більш звичні для британців круглі пачки. Випуск супроводжувався рекламною кампанією на телебаченні вартістю 4,5 мільйона фунтів стерлінгів. Кампанія ґрунтувалася на рекламному слогані «Поверни, лизни і змочи» (англ. «twist, lick, dunk»). Компанія Kraft вступила в партнерство з McDonald’s для реалізації печива Oreo McFlurry через ряд ресторанів McDonald’s в рамках щорічної рекламної кампанії «Великі смаки Америки» (англ. Great Tastes of America). У мережі кафе громадського харчування KFC у Великій Британії також продавався напій "Krushem" зі смаком Oreo. На британському сайті Oreo наводиться список інгредієнтів, що відрізняється від американського списку. На відміну від американської версії, в британському печиві містилася суха сироватка, тому таке печиво не підходило людям з лактазною недостатністю. Оскільки суху сироватку отримували з сиру, зробленого з використанням сичужного ферменту із шлунка телят, британське печиво Oreo також не підходило і вегетаріанцям. 6 грудня 2011 року компанія Kraft оголосила про запуск виробництва печива Oreo у Великій Британії. Тоді для цього вперше була обрана фабрика компанії Cadbury у місті Шеффілд, графство Західний Йоркшир. Виробництво почалося в травні 2013 року.

## Виробництво
Згідно із заявою Кіма МакМіллера, заступника директора зі зв'язків зі споживачами, для виробництва печива використовується двоступінчастий процес. Спочатку за допомогою ротаційної формувальної машини для печива тісту надають круглу форму, а потім поміщають його в піч завдовжки 300 футів (близько 100 м). Більша частина сучасної продукції Oreo виробляється на фабриці в Річмонді, штат Вірджинія. Печиво для азіатського ринку виробляють в Пакистані, Індонезії, Індії та Китаї. Печиво для Європи роблять в Іспанії та Україні. Для ринку Австралії печиво виробляють у Китаї або Іспанії залежно від смаку. Канадський варіант містить кокосову олію і продається тільки в цьому регіоні. Виробництво печива в Пакистані почалося у 2014 році на заводі компанії Continental Biscuits Limited в місті Суккур у співпраці з американською компанією Mondelēz International і компанією Continental Biscuits Limited в Пакистані.
Монделіс Україна почала виробляти класичне печиво Орео наприкінці 2016 року на Тростянецькій фабриці.

## Види
Традиційне печиво Oreo складається з двох шоколадних дисків і начинки між ними, проте за всю історію виробництва Oreo було випущено безліч інших його різновидів, і наведений нижче список лише дає уявлення про найвідоміші з них; деякі з цих різновидів можна знайти лише в певних країнах.

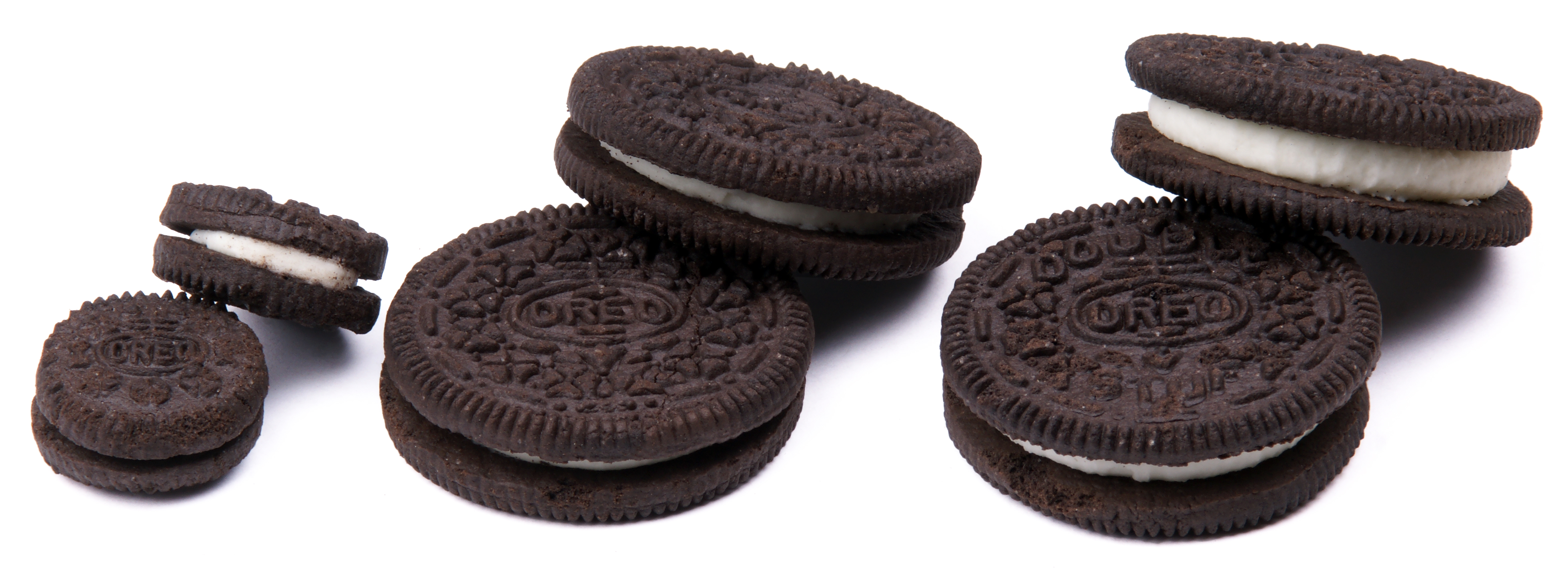
Різні розміри печива Oreo: mini, звичайний та подвійний (Double Stuf)

### Інші форми
Печиво Double Stuf Oreo (випускається з 1974 року) містить приблизно у два рази більше начинки з білого крему, ніж звичайне печиво Oreo.
Печиво Big Stuf Oreo (представлено в 1987 році) в кілька разів перевищувало розміри звичайного печива Oreo. Продавалося поштучно, кожне печиво містило 250 калорій (1000 кДж) і 13 грамів жиру. Виробництво Big Stuf Oreo було припинено в 1991 році.
Печиво Mini Oreo — зменшена версія звичайного печива Oreo, запущена у виробництво в 1991 році. Після зняття з виробництва в кінці 1990-х років Mini Oreo було повторно випущено в 2000 році поряд з переоформленим автомобілем Dodge Caravan 2001 року в рамках спільної рекламної кампанії з автомобільним концерном DaimlerChysler. Дизайн упаковки в 1990-х роках був мініатюрною версією картонної коробки та лотка стандартного розміру. Сучасна упаковка — це мішечок з алюмінієвої фольги. Існують оригінальна і золотиста версія Mini Oreo, так само, як і міні-версії іншого печива «Nutter Butter», яке випускається компанією Nabisco у закритих склянках для зручного користування в автомобілях.
Печиво Triple Double Oreo було у продажу в США влітку 2011 року і складалося з трьох дисків печива і двох шарів крему — ванільного і шоколадного.

### Інші смаки
Шоколадне печиво Oreo
Печиво Strawberry Milkshake Oreo (Oreo «полуничний молочний коктейль») представлено в Канаді і продавалося протягом обмеженого періоду часу в США, це печиво Oreo з полуничною начинкою.
Печиво Green Tea Oreo (Oreo з начинкою «зелений чай») представлено в Китаї та Японії.
Печиво Blueberry Ice Cream Oreo (Oreo з начинкою «чорничне морозиво») було представлено в Сингапурі, Індонезії і Малайзії в 2010 році. Також морозиво продавали в Таїланді та Китаї.
Печиво Cool Mint Cream Oreo — це печиво Double Stuf Oreo з м'ятною начинкою.
Печиво Sugar Free Oreo (Oreo без цукру) представлено в 2006 році, його вартість більш ніж у два рази перевищувала вартість звичайного печива Oreo. В таке печиво входило дуже мала кількість цукру. В одному печиво містилося на 10 калорій менше, на 0,5 г жиру і на 450% волокна більше, ніж у звичайному Oreo.
Печиво Reduced Fat Oreo (знежирене печиво Oreo) представлено в 2006 році, його вартість дорівнювала вартості звичайного печива Oreo, в нього входило стільки ж цукру і стільки ж волокна, але в одному печиво Reduced Fat Oreo було на 35% менше жиру і на 10 калорій менше ніж у звичайному печиві.
У весняний період, на Геловін і Різдво випускають спеціальну серію печива Double Stuf Oreo c кольоровою глазур'ю, колір якої (синій/жовтий, помаранчевий, а також червоний/зелений відповідно) символізує свято, що відзначається. Також на одну сторону кожного сезонного печива наноситься малюнок з відповідним дизайном: квіти, метелики тощо на весняному печиві, ліхтар з гарбуза, привид, кішка, зграя кажанів та/або відьма на мітлі на печиві на честь Геловіна.
Печиво Birthday Cake Oreo (печиво Oreo «торт до дня народження») було випущено обмеженою партією у лютому — липні 2012 року на честь 100-річчя Oreo, складалося з двох шоколадних дисків печива Oreo з карамельною крихтою і начинкою зі смаком святкового торта. У цьому випуску традиційний дизайн на одному з двох дисків печива був замінений зображенням святкової свічки і написом «Oreo 100». Цей смак був заново використаний вже з подвійною кількістю кремової начинки як в шоколадному, так і в золотистому різновидах Oreo, тільки без напису «Oreo 100».
Печиво Birthday cake Oreo — Fudge Dipped Vanilla (Oreo «торт до дня народження» — ваніль у вершковій помадці) було випущено обмеженою партією у лютому — липні 2012 року на честь 100-річчя Oreo, складалося з одного печива Oreo з карамельною крихтою і начинкою зі смаком святкового торта. Печиво і глазур потім занурювалися в фадж (вершкову помадку), яка покривала цілком все печиво.
Смак печива Candy Corn Oreo пов'язаний із Геловіном. Це печиво складається з двох золотистих дисків з ароматизованою начинкою, наполовину жовтою, наполовину помаранчевою. Candy Corn Oreo було випущено обмеженою партією у 2012 році, а потім і в 2013 році.
Печиво Watermelon Oreo випущено обмеженою партією влітку 2013 року, складалося з двох золотистих дисків Oreo з кавуновою начинкою.
Печиво Banana Split Oreo випущено обмеженою партією восени 2013 року, складалося з одного золотистого і одного шоколадного печива з широким шаром полуничної і бананової начинки.
Limeade Oreo представлено в 2014 році, складалося з двох ванільних дисків печива з начинкою зі смаком лайма.
Існувало Oreo у формі футбольного м'яча.

## Сленг
Термін «Oreo» використовується стосовно темношкірої людини, чий спосіб життя і цінності не відрізняються від образу життя і поглядів білих, що належать до істеблішменту, тобто який, як печиво, «зовні чорний, всередині білий».

## У популярній культурі
У фільмі 1978 року «Перемогти за будь-яку ціну» з Клінтом Іствудом в головній ролі мати Philo Beddoe-Ma (у виконанні Рут Гордон) веде тривалу боротьбу з Клайдом, орангутаном, який постійно ховає від неї її печиво Oreo.
У серіалі «Доктор Хаус» Хаус замовляє печиво Oreo для Вілсона в ресторані. Також в одному з фінальних епізодів показується сама пачка з печивом.
У фільмі «Шулери» 1998 року головний антагоніст Тедді (у виконанні Джона Малковича) відомий своєю любов'ю до печива Oreo. Постійна звичка їсти печиво під час гри у покер грає з ним злий жарт, і протагоніст Майкл Макдермот (Метт Деймон) знаходить підказку в поведінці суперника і рішуче виграє.
У фільмі «Пастка для батьків» 1998 року головні героїні Хейлі та Енні також говорять про свою пристрасть до Oreo. Вони полюбляють ласувати цим печивом з арахісовою пастою.
В анімаційному фільмі «Ральф» 2012 року печиво Oreo служить королівською вартою в замку Короля-Карамелі.
Герой коміксів DC Comics Мартіан Менхантер зображений любителем печива Oreo.
У фільмі 2014 року «Трансформери: Час вимирання» показано, що в будівлі KSI в Чикаго перебував трансформер Oreo, коли туди вторглися автоботи.
У серіалі «Теорія великого вибуху» була згадка про печиво Oreo і про любов Шелдона до нього.
У серіалі «Секс і Місто» Міранда і Керрі їсть печиво Oreo.
У фільмі «Літо. Однокласники. Любов» в одній зі сцен Лола зі своїм батьком їсть печиво Oreo з молоком.